# FLSmidth
FLSmidth — датская компания, занимающаяся разработкой технологий и производством оборудования для горнодобывающей, обогатительной и цементной промышленности. Штаб-квартира расположена в Вальбю (район Копенгагена, Дания).

## История

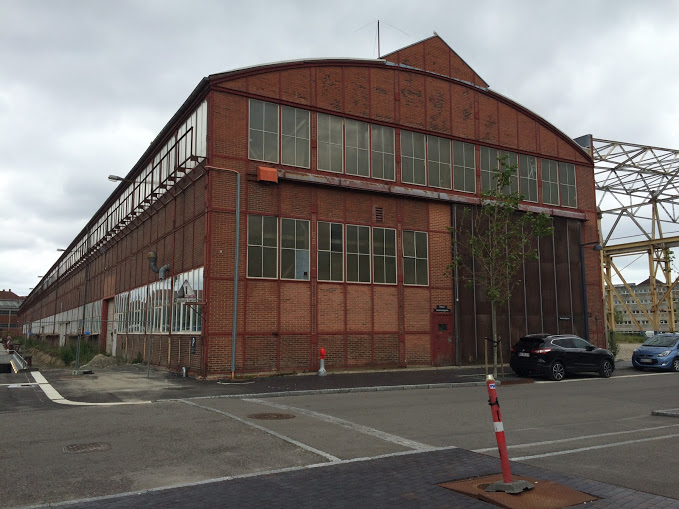
Бывшая фабрика FLSmidth в Вальбю

Компания была основана в 1882 году в Копенгагене Фредериком Лассо Смидтом. Первоначально занималась строительством промышленных предприятий, в частности, кирпичных заводов. В 1887 году партнёрами в компании стали Поуль Ларсен и Александер Фосс, после чего она сменила название на FLSmidth & Co. В том же 1887 году в Швеции компания построила свой первый цементный завод. Вскоре строительство цементный заводов стало основной специализацией компании, также было начато собственное производство цемента. В 1920-х годах было начато производство бетона и фиброцемента. К концу 1950-х годов на оборудование FLSmidth & Co. приходилось 40 % мирового производства цемента.
В 1978 году компанией был разработан синтетический цемент Densit, в 1983 году его производство было выделено в отдельную компанию. Рост конкуренции в цементной отрасли привёл к расширению сферы деятельности FLSmidth: в 1980-х годах было начато производство погрузочного оборудования, комплектующих для энергетики и промышленности. К концу 1980-х годов FLSmidth стала промышленным конгломератом со 125 дочерними компаниями по всему миру. В 1989 году название было изменено на FLS Industries.
В 1990 году FLSmidth купила основного конкурента — американскую компанию Fuller Company. В 1994 году была приобретена канадская компания Technequip, производитель гидроциклонов и другого оборудования для горнодобывающей промышленности. Следующим крупным приобретением в 1997 году стала швейцарская компания MAAG Gear Wheel, выпускаашая зубчатые колёса для промышленного оборудования. В 1998 году была куплена немецкая компания Pfister.
В начале 2000-х годов было решено сосредоточиться на промышленном оборудовании для цементной и горнодобывающей промышленности. В 2004 году было продано собственное цементное производство, включавшее цементные заводы в Европе и США. В 2005 году компания вернулась к названию FLSmidth & Co. В 2007 году у канадской группы LaPerriere & Verreault было куплено подразделение по производству сепараторов для обогатительных фабрик GL&V’s Process Group, стоимость сделки составила 950 млн канадских долларов. Также в 2007 году была приобретена американская компания Rahco International. В 2009 году была куплена американская компания Conveyor Engineering. В 2011 году была поглощена австралийская компания Essa, производитель оборудования для тестирования образцов горных пород.
В 2022 году у немецкого концерна ThyssenKrupp было куплено подразделение горнопромышленного оборудования.
В июне 2025 года FLSmidth объявила о продаже подразделения оборудования для цементной промышленности, его за 75 млн евро купила частная инвестиционная фирма Pacific Avenue Capital Partners.

## Деятельность
Подразделения компании по состоянию на 2024 год:
- горнодобывающая промышленность — разработка, производство, установка и обслуживание оборудования для обогатительных фабрик (первичной переработки руд металлов, других минералов и угля); 77 % выручки;
- цементная промышленность — разработка, производство, установка и обслуживание оборудования для цементных заводов; 22 % выручки;
- неосновная деятельность — 1 % выручки.

Выручка компании за 2024 год составила 20,2 млрд датских крон ($3,03 млрд), её распределение по регионам: Азиатско-Тихоокеанский регион — 28 %, Северная Америка — 26 %, Южная Америка — 26 %, Европа, Ближний Восток и Африка — 20 %. Основными рынками были США (15 % выручки), Чили (12 %), Австралия (10 %), Канада (7 %), Перу (7 %) и Бразилия (5 %). По состоянию на конец 2024 года в компании работало 7739 человек, из них 1520 в Индии и 1443 в США.